# Jeannie T. Lee
Jeannie T. Lee ist eine US-amerikanische Genetikerin sowie Professorin für Genetik und Pathologie an der Harvard Medical School und dem Massachusetts General Hospital und Forscherin am Howard Hughes Medical Institute. 

## Leben
Lee ist bekannt für ihre Forschungen zur Inaktivierung des X-Chromosoms und den Funktionen einer neuen Klasse epigenetischer Regulatoren, welche als long noncoding RNA (lncRNA) bekannt sind. Sie machte ihren Bachelor am Harvard College in Biochemie und Molekularbiologie und einen MD/PhD an der University of Pennsylvania School of Medicine. Ihren PhD machte sie über das Fragiles-X-Syndrome, wo sie begann sich für die X-Inaktivierung und Epigenetik zu interessieren und arbeitete danach als Postdoktorand bei Rudolf Jaenisch am Whitehead Institute. Sie ist Mitglied der Genetics Society of America.
Lee ging 1997 an die Fakultät nach Harvard und widmete sich der Forschung an der Geschlechtschromosomendynamik während der Entwicklung und Krankheit. Zu ihren wichtigsten Errungenschaften gehören die Identifizierung des X-Inaktivierungszentrums, die Entdeckung des Tsix-Antisense RNA, Die Bestimmung des Xist’s Mechanismus und der Nachweis, dass RNA ein Regulator des Polycomb-Repressive-Complex 2 ist. Nach der Verleihung des Lurie-Prises an Lee erklärte Dr. Charles A. Sanders von der Foundation for the National Institutes of Health folgendes: "Dr. Lees Arbeit hat das Gebiet der Epigenetik revolutioniert. Ihre Forschung hat zu bahnbrechenden Beiträgen geführt, und wir verstehen jetzt besser die einzigartige Rolle, die lange nicht-kodierende RNAs bei der Genexpression spielen, was zur Entwicklung neuer Therapeutika führen könnte.”

## Auszeichnungen
- Pew Scholar[14]
- NIH MERIT Award
- 2010 Fellow der American Association for the Advancement of Science (AAAS)[15]
- 2010 Molecular Biology Award der National Academy of Sciences
- 2013 Distinguished Graduate Award der University of Pennsylvania Perelman School of Medicine
- 2015 Gewähltes Mitglied der National Academy of Sciences[16]
- 2016 Centennial Award von GENETICS, Genetics Society of America[17]
- 2016 Lurie Prize in Biomedical Sciences von der Foundation for the National Institutes of Health
- 2023 Mitglied der National Academy of Medicine